# Alexandrův sloup

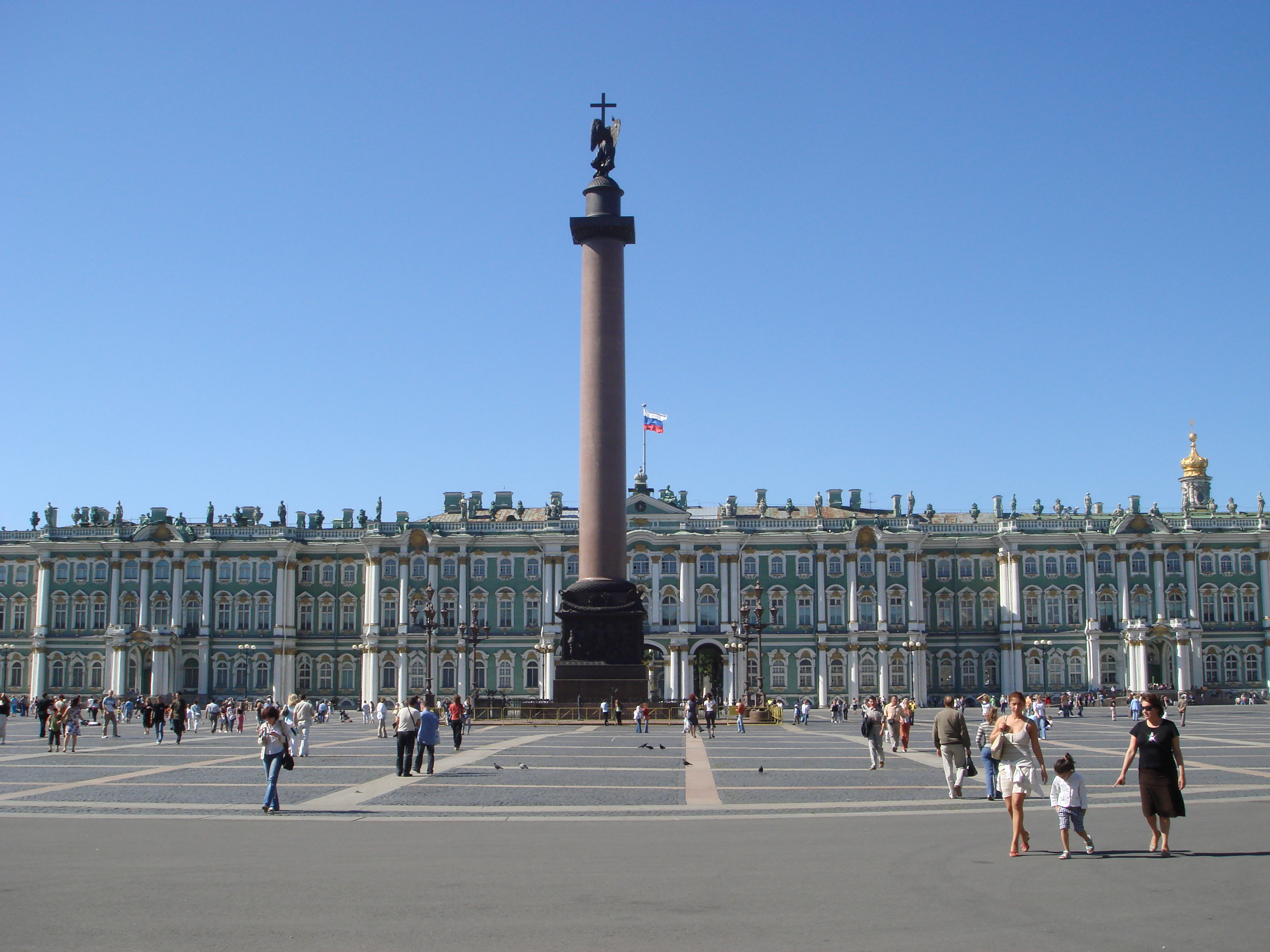
Alexandrův sloup v Petrohradu, v pozadí Zimní palác

Alexandrův sloup (rusky Александровская колонна) je vítězný sloup v Petrohradu. Byl vztyčen v roce 1834 jako pomník vítězství Ruské říše v napoleonských válkách. Je pojmenován podle ruského cara Alexandra I. Pavloviče. Na jeho vrcholu je socha anděla s latinským křížem.